# Laurance Rockefeller
Laurance Spelman Rockefeller, född 26 maj 1910 i New York, USA, död 11 juli 2004, var en amerikansk finansman och filantrop. Han var son till John D. Rockefeller Jr. och bror till John D. III, Nelson, Winthrop och David. 
Rockefeller utexaminerades från Princeton University år 1932 och studerade två år på Harvard Law School. Han avbröt studierna då han insåg att han inte ville arbeta som advokat. År 1934 gifte han sig med Mary French och paret fick fyra barn.
År 1937 övertog han sin farfars plats i styrelsen för New York Stock Exchange och var dess chef mellan 1958 och 1968. Han var  styrelseordförande för Rockefeller Brothers Fund 1968-1980.
Rockefellar var en av grundarna av Eastern Air Lines år 1938 och ägde samtliga preferensaktier i bolaget. Han hade också intressen i flygtillverkaren McDonnell. Han var också  venturekapitalist och startade bolaget Venrock tillsammans med sina syskon år 1969. Bolaget investerade tidigt i bland andra Intel och Apple.
Rockefeller hade ett stort intresse för naturvård och finansierade utbyggnader av nationalparker i Wyoming, Kalifornien, Amerikanska Jungfruöarna, Vermont, Maine samt Hawaii.